# کنت دارلینگ
کنت دارلینگ (انگلیسی: Kenneth Darling; ۱۷ سپتامبر ۱۹۰۹ – ۳۱ اکتبر ۱۹۹۸) فرد نظامی اهل بریتانیا بود. وی همچنین برندهٔ جوایزی همچون نشان امپراتوری بریتانیا و نشان حمام شده‌است.